# Zahir Ali
Zahir Ali (Jakarta, 25 augustus 1987) is een Indonesisch autocoureur die anno 2009 in het Duitse Formule 3-kampioenschap rijdt.

## Loopbaan
- 2006: Aziatische Formule Renault, team Asia Racing Team.
- 2006: Formule BMW Azië.
- 2007: Formule BMW Azië.
- 2008: All-Japan F3, team PRTS (nationale klasse, 1 overwinning).
- 2008-09: A1GP, team A1 Team Indonesië (4 races).
- 2009: Duitse Formule 3-kampioenschap, teams Jo Zeller Racing en Performance Racing.

## A1GP resultaten
| Jaar    | Inschrijving      | 1       | 2       | 3       | 4       | 5       | 6       | 7       | 8       | 9          | 10        | 11         | 12         | 13      | 14      | Rang | Punten |
| ------- | ----------------- | ------- | ------- | ------- | ------- | ------- | ------- | ------- | ------- | ---------- | --------- | ---------- | ---------- | ------- | ------- | ---- | ------ |
| 2008-09 | A1 Team Indonesië | NED SPR | NED FEA | CHI SPR | CHI FEA | MAL SPR | MAL FEA | NZL SPR | NZL FEA | RSA SPR 18 | RSA FEA 9 | POR SPR 14 | POR FEA 10 | GBR SPR | GBR FEA | 20   | 3      |